# Alchornea grandis
Alchornea grandis är en törelväxtart som beskrevs av George Bentham. Alchornea grandis ingår i släktet Alchornea och familjen törelväxter. Inga underarter finns listade i Catalogue of Life.